# Tamiltijgers

Tamil Eelam Vlag

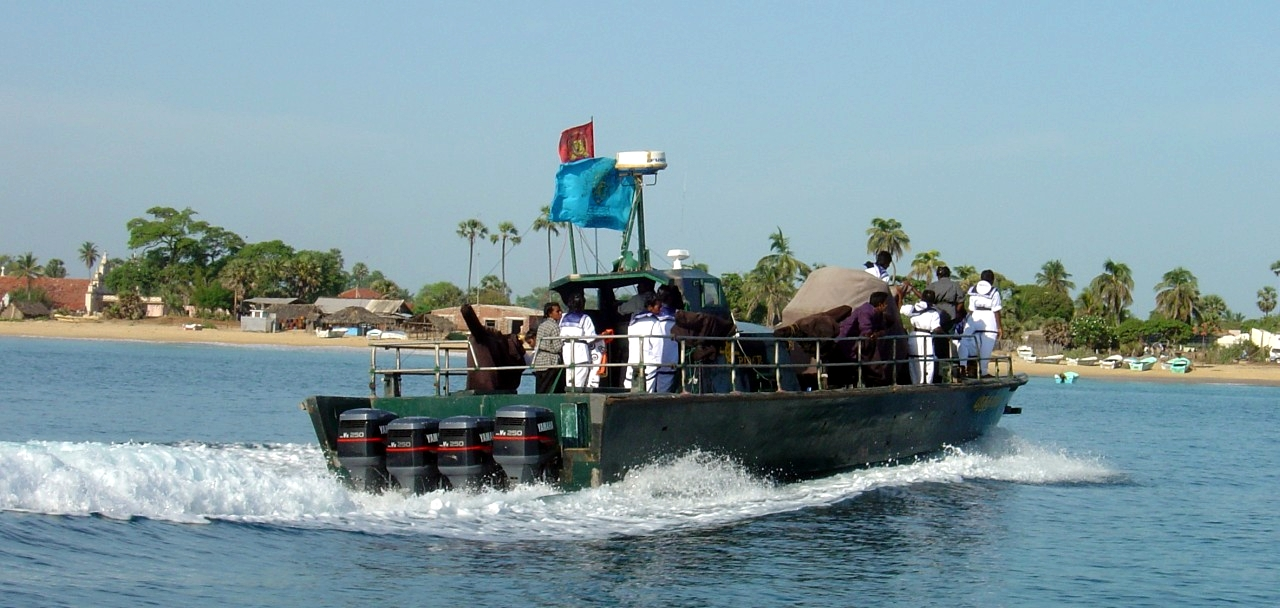
LTTE Sea Tigers nabij Mullaitivu in mei 2004

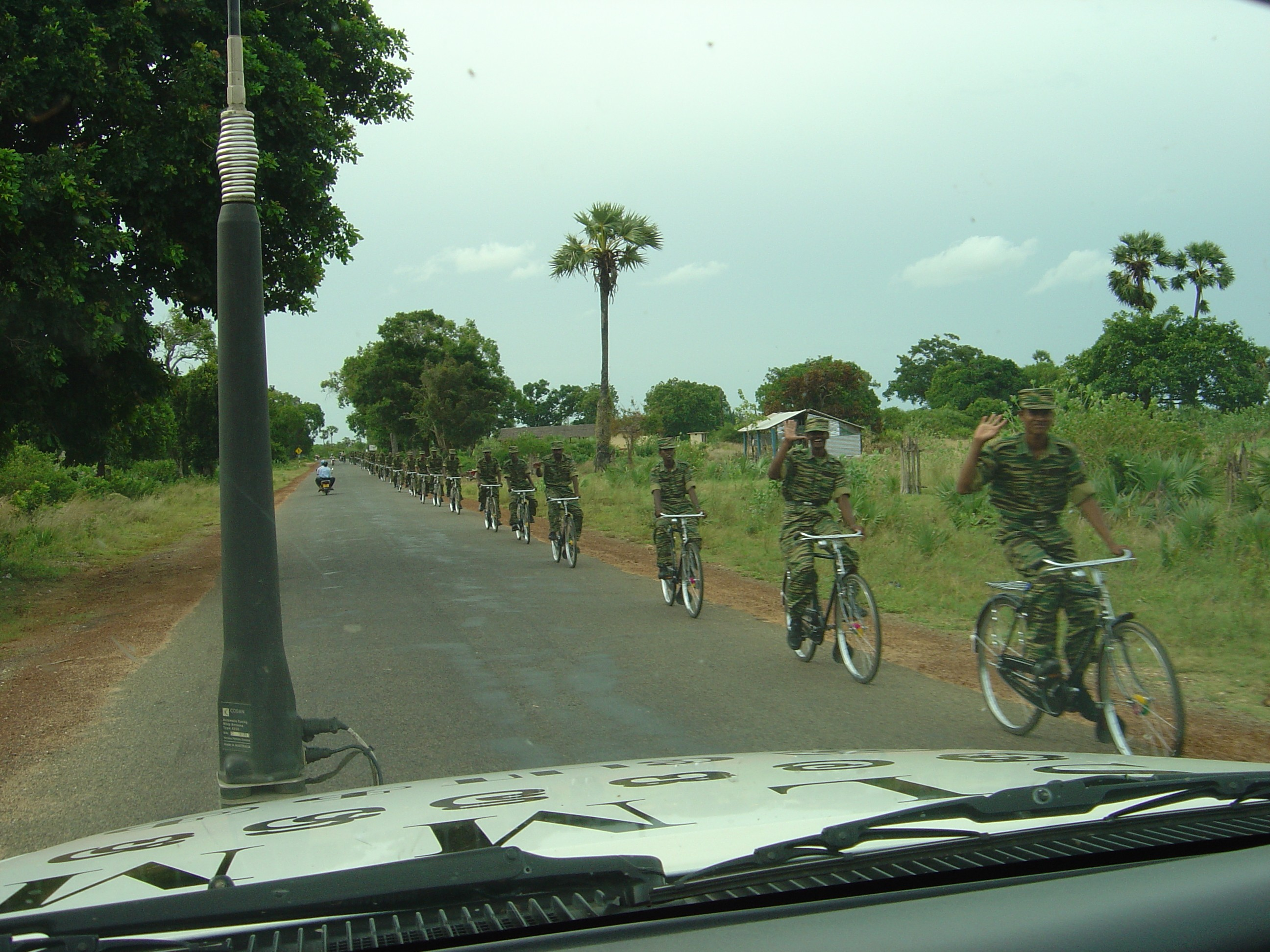
Fietspatrouille van de Tamiltijgers ten noorden van Kilinochchi in 2004

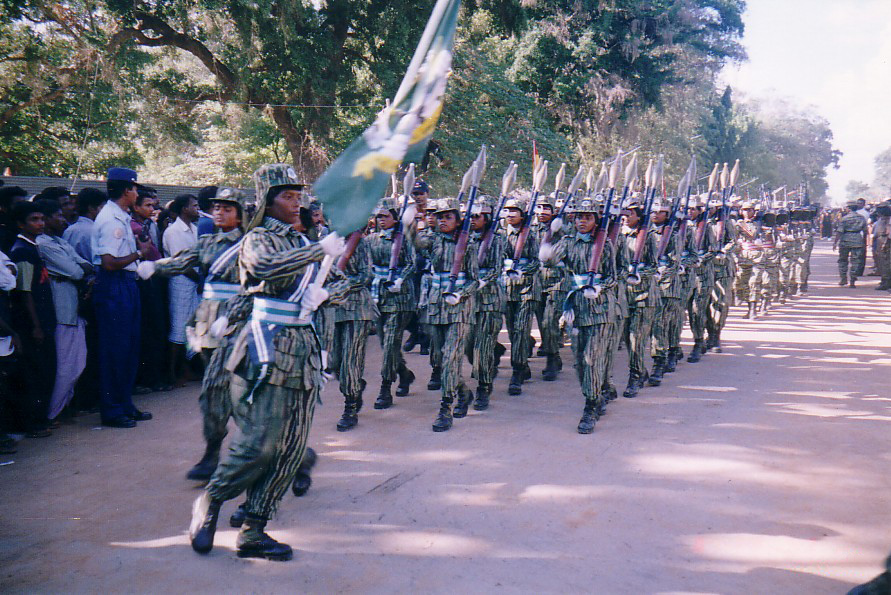
Parade van vrouwelijke troepen in Kilinochchi in 2002

De Tamiltijgers, voluit de Bevrijdingstijgers van Tamil Eelam (Liberation Tigers of Tamil Eelam (LTTE), Tamil: தமிழழவிடுதலைப்புலிகள், ISO 15919: tamiḻ iiḻa viṭutalaip pulikaḷ), is een militante organisatie van de Tamils in Sri Lanka. Ze vechten sinds de jaren zeventig voor een onafhankelijk Tamil Eelam, letterlijk Tamilthuisland. Op 16 mei 2009 verklaarde president Mahinda Rajapaksa van Sri Lanka dat het regeringsleger de Tamiltijgers had verslagen. Zijn woorden waren: Ik kan u met trots mededelen dat mijn regering, met de totale toewijding van onze strijdkrachten, de Tamiltijgers eindelijk militair heeft verslagen.
Vanwege het gebruik van terreurtactieken (als bomaanslagen en zelfmoordaanslagen) stonden de Tamiltijgers in de Verenigde Staten sinds 1997 en in de Europese Unie sinds 2006 op de lijst van terroristische organisaties. Bekende slachtoffers van aanslagen van de Tamiltijgers zijn de voormalige Indiase premier Rajiv Gandhi en de Sri Lankaanse president Ranasinghe Premadasa.

## Streven naar autonomie
De Singalese bevolkingsgroep, die voor het merendeel boeddhistisch is, maakt 74 % van de bevolking uit en domineert het land. De Tamils, die grotendeels hindoe en christen zijn, maken maar 18 % van de totale bevolking uit, maar vormen wel de overgrote meerderheid in de noordelijke en oostelijke streken van het land. De Tamils en de Singalezen hebben beide een eigen cultuur, taal, geloof en afkomst. Voordat de Portugezen het eiland Ceylon veroverden bestond het uit vier koninkrijken waarvan drie in handen waren van Tamils en een van Singalezen.
Nadat Ceylon onafhankelijk werd kwam er een regering voor heel Ceylon, waarin de Singalezen het voor het zeggen hadden zodat Tamils werden onderdrukt. Hierdoor konden de Singalezen de naam Ceylon veranderen in Sri Lanka wat letterlijk in het Singalees "Het gezegende eiland" betekent. Door dit soort veranderingen kregen de Tamils steeds minder te zeggen, en voelden zich daardoor ook minder Sri Lankaans. Dit motiveerde de Tamils voor een eigen land zoals vóór het koloniale tijdperk.
Het lukte de Tamils niet om via een politieke weg een redelijke autonomie te verkrijgen voor de gebieden waar zij de meerderheid vormden. Onafhankelijkheid was in eerste instantie niet het doel van de Tamilbeweging.

## Gewapende strijd en vredesproces

### Begin van de strijd
De beweging werd in 1972 opgericht door Velupillai Prabhakaran, die sindsdien de leider van de groepering was.
Eind jaren ’70 kregen, als gevolg van het gebrek aan voortgang, de militante groepen de overhand in de Tamilbeweging. Toen de Tamiltijgers in 1983 bij een hinderlaag dertien soldaten hadden gedood, braken in Colombo rellen uit. Veel Tamils vluchtten naar India. Vanaf dat moment ontaardde het conflict in een complete onafhankelijkheidsstrijd met de volledige onafhankelijkheid van Tamil Eelam als inzet.

### 2000-2002
Sinds 2000 zijn er vredesbesprekingen gaande tussen de Tamiltijgers en de Sri Lankaanse overheid waarbij onder andere Noorse bemiddelaars een rol hebben gespeeld. Sinds februari 2002 is er een staakt-het-vuren dat door Scandinavische vredestroepen wordt bewaakt.

### 2005
Op 12 augustus 2005 werd de Sri Lankaanse minister van Buitenlandse Zaken, Lakshman Kadirgamar, vermoord door onbekenden. De Sri Lankaanse regering hield onmiddellijk de Tamiltijgers verantwoordelijk voor de moord. Deze ontkenden echter iets met de moord van doen te hebben, en gaven aan dat de Sri Lankaanse regering "in eigen gelederen" zou moeten zoeken naar de daders. Desondanks hielden de Sri Lankaanse politie en het leger in de dagen na de moord tientallen Tamils aan op verdenking van betrokkenheid bij de moord op de minister.

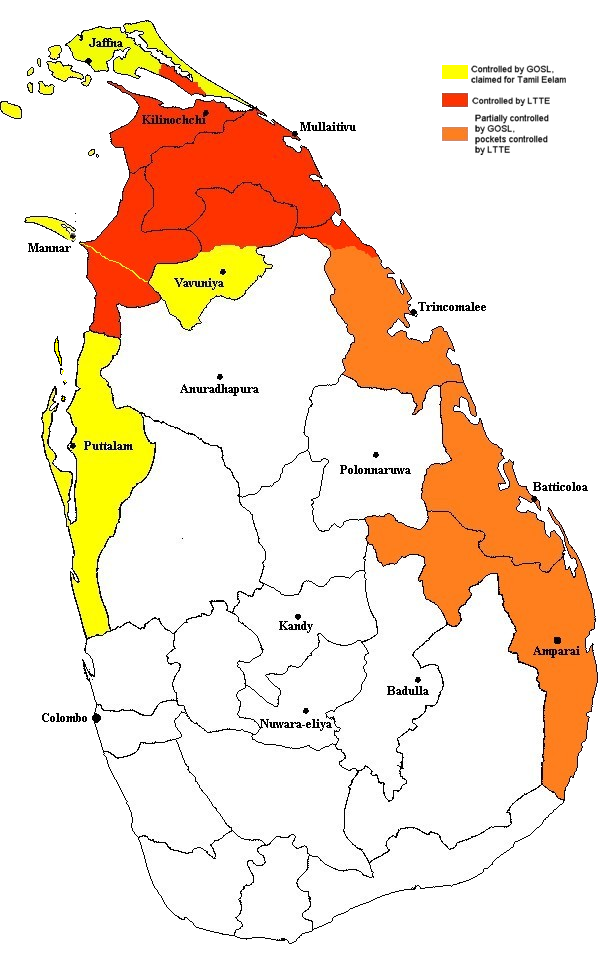
LTTE- en regeringsgebieden december 2005

Na de aanslag op de minister van Buitenlandse Zaken volgden de aanslagen met Claymoremijnen, uitgevoerd door de LTTE met als doel om regeringssoldaten of marinepersoneel te treffen, elkaar snel op. Na een bloedige bomaanslag op een markt van de havenstad Trincomalee, waarbij 16 doden vielen, laaide het geweld tussen de Singalezen en de Tamilbevolking snel op.

### 2006
Op 25 april 2006 volgde de volgende grote tegenslag voor het vredesproces op Sri Lanka. Een vrouwelijke zelfmoordcommando die mogelijk van de Tamiltijgers was, pleegde op deze dag verkleed als zwangere vrouw een aanslag in Colombo waardoor acht mensen om het leven kwamen en tweeëntwintig mensen gewond raakten, inclusief luitenant-generaal Sarath Fonseka, de hoogste militaire leider van Sri Lanka. Daarna volgde op 15 juni 2006 een aanslag op een bus waarbij 64 mensen om het leven kwamen en daarna ook nog de dodelijke zelfmoordaanslag op generaal Kulatunga op 26 juni 2006.
Op 10 augustus 2006 ging het regeringsleger van Sri Lanka in de aanval. De separatistische Tamiltijgers meldden dat een groot offensief op twee fronten meer dan vijftig burgers het leven had gekost en dat tweehonderd mensen gewond waren geraakt. De gevechten tussen het regeringsleger en de rebellerende Tamiltijgers hielden aan ondanks een overeengekomen bestand. De strijd om de stad Muttur en een door de onafhankelijkheidsstrijders gesloten sluis in het noordoosten leidden tot de hevigste gevechten in jaren.

### 2009
Op 2 januari 2009 werd na een maanden durend offensief het Tamilbolwerk Kilinochchi ingenomen door Sri Lankaanse regeringstroepen. Deze stad in het noorden van het eiland diende al meer dan 10 jaar als officieuze hoofdstad van de Tamils en was van grote symbolische en strategische betekenis. Dit verlies werd gezien als een van de zwaarste klappen voor de Tamiltijgers tot dan toe.

## Het einde van de Tamiltijgers
In januari 2009 werd het laatste belangrijke bolwerk van de Tamiltijgers ingenomen, Kilinochchi. Deze noordelijke stad was een van hun laatste verdedigingslinies. Door het verlies van deze stad viel alleen een kleine enclave op het eiland nog onder Tamilgezag. Begin mei werd deze enclave door het regeringsleger afgesneden van de zee. Hierdoor hadden de Tamiltijgers geen aanvoer- en vluchtroutes meer: reden voor de president van Sri Lanka om de eindoverwinning uit te roepen. Op 17 mei 2009 verklaarden ook de Tamiltijgers zelf dat zij de strijd hadden verloren, en de wapens neer zouden leggen. Daags hierna maakte de regering van Sri Lanka bekend dat de leider van de Tamiltijgers, Velupillai Prabhakaran, was gedood terwijl hij in een ambulance probeerde te ontkomen.
De strijd tussen de Tamiltijgers en het regeringsleger heeft 26 jaar geduurd en heeft zeker 70.000 levens gekost.

### Doorstart als politieke beweging

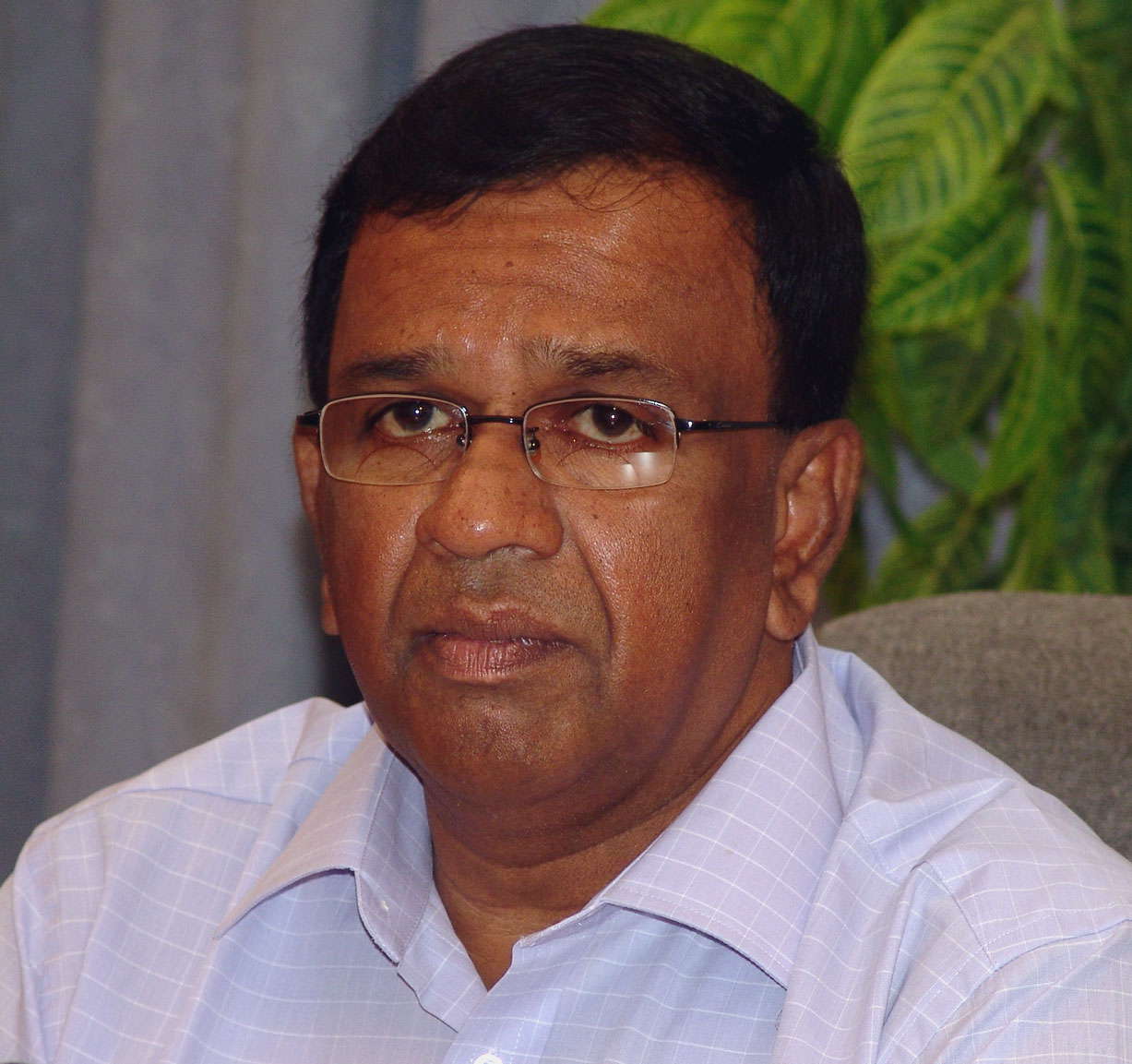
Balasingham Nadesan, "politiek leider" van 2007 tot bij zijn overlijden in 2009

In juli 2009 kwamen de Tamiltijgers opnieuw in het nieuws. De nieuwe leider Selvarasa Pathmanathan maakte bekend dat de beweging nog bestond en door wilde gaan als een politieke beweging, en naar vreedzaam verzet streefde. Op 7 augustus werd bekend dat Pathmanathan in Maleisië was gearresteerd. Hij werd overgebracht naar Sri Lanka en werd verdacht van wapensmokkel.

## Kritiek

### In eigen land
De Tamiltijgers zijn een van de meest gewelddadige terreurorganisaties ter wereld. Zij maken zich volgens Amnesty International schuldig aan opzettelijke willekeurige moordpartijen onder de burgerbevolking (terreur), marteling, ontvoeringen en 'verdwijningen'. In verband met deze laatste feiten is bekend dat de Tamiltijgers een reeds lange traditie hebben van het trainen en inzetten van kindsoldaten. De Tamiltijgers waren de eerste bevrijdingsbeweging ter wereld (in de moderne geschiedenis) die gebruik maakten van zelfmoordaanslagen. Het aantal doden in eigen land op het conto van de Tamiltijgers wordt op minstens 60.000 geschat.

### In het buitenland
De Tamiltijgers staan in het buitenland bekend om hun agressieve 'inzamelings'-tactieken. Alle in het buitenland verblijvende Tamils worden gecontroleerd door een commissaris (in iedere provincie) van de Tamiltijgers die bijhoudt waar ze wonen en toeziet op de afdrachten van de ‘vrijwillige bijdragen’ die kunnen variëren van 1 euro per dag per persoon tot 100.000 euro per jaar voor rijkere ondernemers. Hierbij worden brute afpersingstactieken niet geschuwd. Tevens heeft de TRO (hulporganisatie Tamil Relief Organisation) nauwe banden met de Tamiltijgers. De TRO wordt in het buitenland waaronder Nederland in het algemeen niet verhinderd door de autoriteiten om publieke inzamelingsacties uit te voeren.